# Psi5 Aurigae

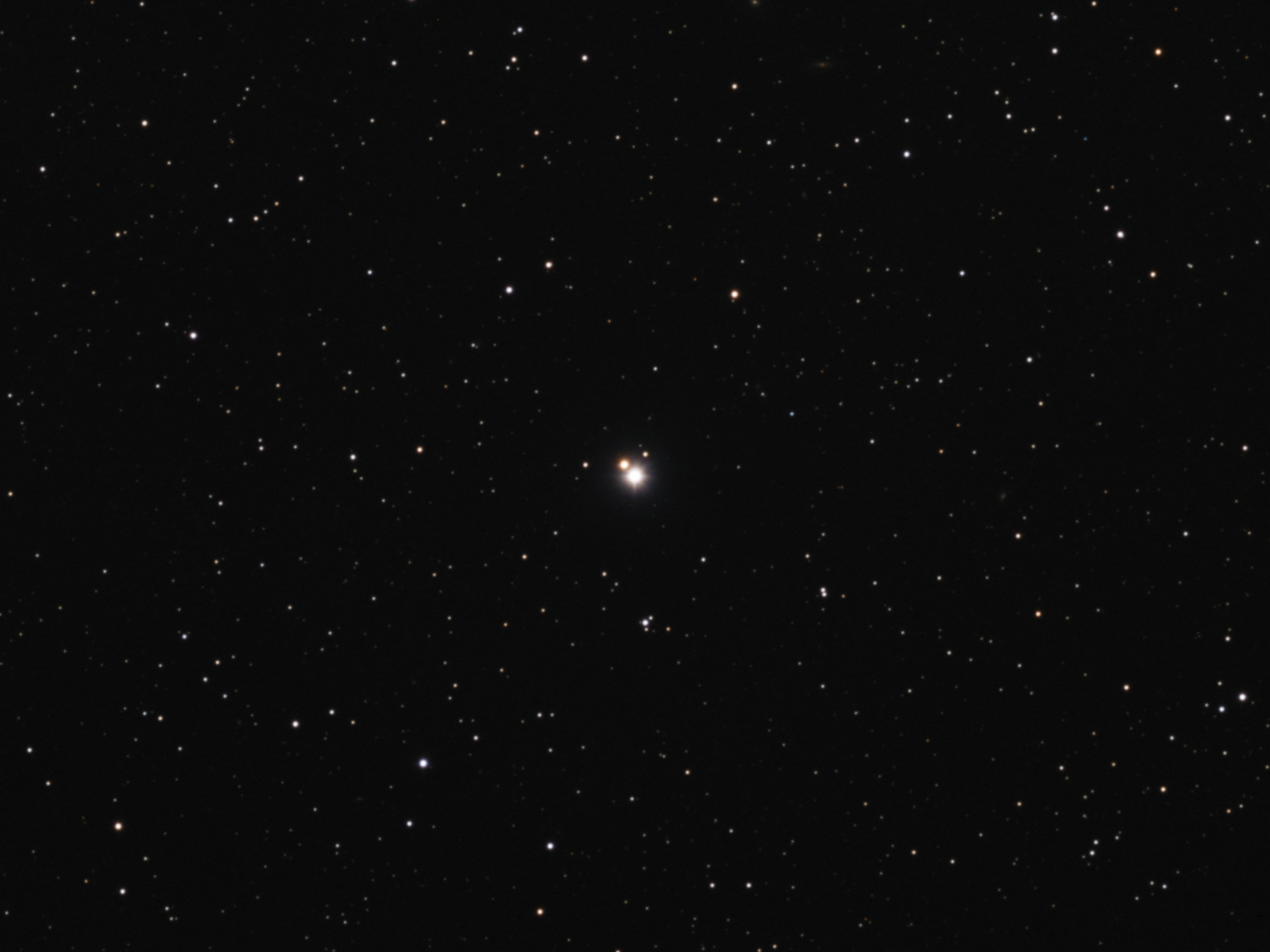
Psi5 Aurigae en luz óptica

Psi5 Aurigae (ψ5 Aur / 56 Aurigae / HD 48682 / HR 2483) es una estrella en la constelación de Auriga de magnitud aparente +5,26.
Comparte la denominación de Bayer Psi Aurigae con otras nueve estrellas, siendo de ellas la más cercana al sistema solar, ya que está situada a 53,9 años luz.
Semejante al Sol, Psi5 Aurigae es una enana amarilla de tipo espectral G0V.
Tiene una temperatura efectiva de aproximadamente 6000 K y brilla con una luminosidad un 77% mayor que la de nuestra estrella.
Su diámetro es un 21% más grande que el diámetro solar y rota con una velocidad de al menos 4,8 km/s.
Tiene una metalicidad —abundancia relativa de elementos más pesados que el helio— algo mayor que la del Sol ([Fe/H] = +0,10).
Su masa es un 12% mayor que la masa solar y su edad se estima en torno a 2900 - 3300 millones de años.
Sus características son muy similares a las de estrellas como Asterion (β Canum Venaticorum), β Comae Berenices y χ1 Orionis, más brillantes al estar más próximas a nosotros.
Al igual que estrellas como η Leporis o 50 Persei, Psi5 Aurigae muestra un exceso de radiación infrarroja a 70 μm, indicando la presencia de un disco circunestelar de polvo alrededor de la estrella.